# Rapid City East (Dakota del Sur)
Rapid City East es un territorio no organizado ubicado en el condado de Pennington en el estado estadounidense de Dakota del Sur. En el Censo de 2010 tenía una población de 1988 habitantes y una densidad poblacional de 2,83 personas por km².

## Geografía
Rapid City East se encuentra ubicado en las coordenadas 43°58′39″N 103°1′33″O / 43.97750, -103.02583. Según la Oficina del Censo de los Estados Unidos, Rapid City East tiene una superficie total de 703.28 km², de la cual 702.43 km² corresponden a tierra firme y (0.12%) 0.84 km² es agua.

## Demografía
Según el censo de 2010, había 1988 personas residiendo en Rapid City East. La densidad de población era de 2,83 hab./km². De los 1988 habitantes, Rapid City East estaba compuesto por el 93.91% blancos, el 0% eran afroamericanos, el 2.46% eran amerindios, el 0.55% eran asiáticos, el 0% eran isleños del Pacífico, el 0.25% eran de otras razas y el 2.82% pertenecían a dos o más razas. Del total de la población el 2.62% eran hispanos o latinos de cualquier raza.